# Lillsjön (Gärdserums socken, Småland)
Lillsjön är en sjö i Åtvidabergs kommun i Småland och ingår i Storåns huvudavrinningsområde. Sjön har en area på 0,0826 kvadratkilometer och ligger 61,2 meter över havet. Sjön avvattnas av vattendraget Könserumsån.

## Delavrinningsområde
Lillsjön ingår i det delavrinningsområde (645083-152014) som SMHI kallar för Mynnar i Båtsjön. Medelhöjden är 86 meter över havet och ytan är 3 kvadratkilometer. Räknas de 6 avrinningsområdena uppströms in blir den ackumulerade arean 55,33 kvadratkilometer. Könserumsån som avvattnar avrinningsområdet har biflödesordning 2, vilket innebär att vattnet flödar genom totalt 2 vattendrag innan det når havet efter 34 kilometer. Avrinningsområdet består mestadels av skog (75 procent) och jordbruk (14 procent). Avrinningsområdet har 0,08 kvadratkilometer vattenytor vilket ger det en sjöprocent på 2,7 procent.